# Sandizell (Schrobenhausen)
Sandizell ist ein Ortsteil der Stadt Schrobenhausen im oberbayerischen Landkreis Neuburg-Schrobenhausen. Es war bis 1972 Gemeindesitz der gleichnamigen Gemeinde.

## Lage
Das Pfarrdorf Sandizell liegt am Rand des Altbayerischen Donaumooses in der Planungsregion Ingolstadt.

## Geschichte
Das damalige Kaiserpaar Heinrich II. und Kunigunde schenkte im Jahre 1007 den Benediktinerinnen aus Neuburg an der Donau die Grundherrschaft über das reichsunmittelbare Gebiet Sandizell mit Sandizell, Purgau und weiteren Höfen in Mosen und Winkelhausen. 1464 wurde das Schloss Sandizell als Hofmark des Adelsgeschlechts der Sandizeller bezeichnet. Das Schloss wurde im Dreißigjährigen Krieg 1632 von den Schweden bis auf den noch heute erhaltenen Ostflügel zerstört. Im Zuge der Verwaltungsreformen in Bayern war mit dem Gemeindeedikt von 1818 die Gemeinde Sandizell entstanden. Die adeligen Vorrechte wurden in der Revolution 1848 beseitigt. Am 1. Januar 1972 wurde die bis dahin selbstständige Gemeinde Sandizell in die Stadt Schrobenhausen eingegliedert.

## Sehenswürdigkeiten
Folgende Baudenkmäler sind in der Denkmalliste verzeichnet:
- Pfarrkirche St. Peter: die römisch-katholische Pfarr- und ehemalige Hofmarkskirche St. Peter, oktogonaler Zentralbau von Johann Baptist Gunetzrhainer, wurde 1735–1737 errichtet
- Schloss Sandizell: das Stammhaus der Grafen von Sandizell
- Wieskapelle
- Ehemaliges Bauernhaus
- Ehemaliges Forsthaus
- Gasthof Gerstmeir
- Verwalterhaus
- Ehemaliges Schulhaus